# K Residence
L'immeuble K Residence est un gratte-ciel résidentiel de 202 mètres construit en 2008 à Kuala Lumpur en Malaisie.